# Bayan (cruzador de 1900)
O Bayan (Баянъ) foi um cruzador blindado inicialmente operado pela Marinha Imperial Russa e primeira embarcação da Classe Bayan, seguido pelo Admiral Makarov, Pallada e outro Bayan. Sua construção começou em março de 1899 na Forges et Chantiers de la Méditerranée na França e foi lançado ao mar em junho do ano seguinte, sendo finalizado em fevereiro de 1903. Era armado com uma bateria principal de dois canhões de 203 milímetros em duas torres de artilharia individuais, tinha um deslocamento de quase oito mil toneladas e alcançava uma velocidade máxima de 21 nós.
O Bayan foi enviado para servir em Porto Artur e logo se envolveu na Guerra Russo-Japonesa no início de 1904. Ele deu suporte para patrulhas de contratorpedeiros e bombardeou posições japonesas, mas bateu em uma mina naval e julho e ficou fora de ação por meses. Foi afundado pela artilharia inimiga em dezembro no Cerco de Porto Artur. Foi reflutuado pelos japoneses após a guerra e comissionado na Marinha Imperial Japonesa como Aso (阿蘇), atuando como navio-escola e depois lança-minas até 1930. A embarcação foi afundada como alvo de tiro em 4 de agosto de 1932.

## Características

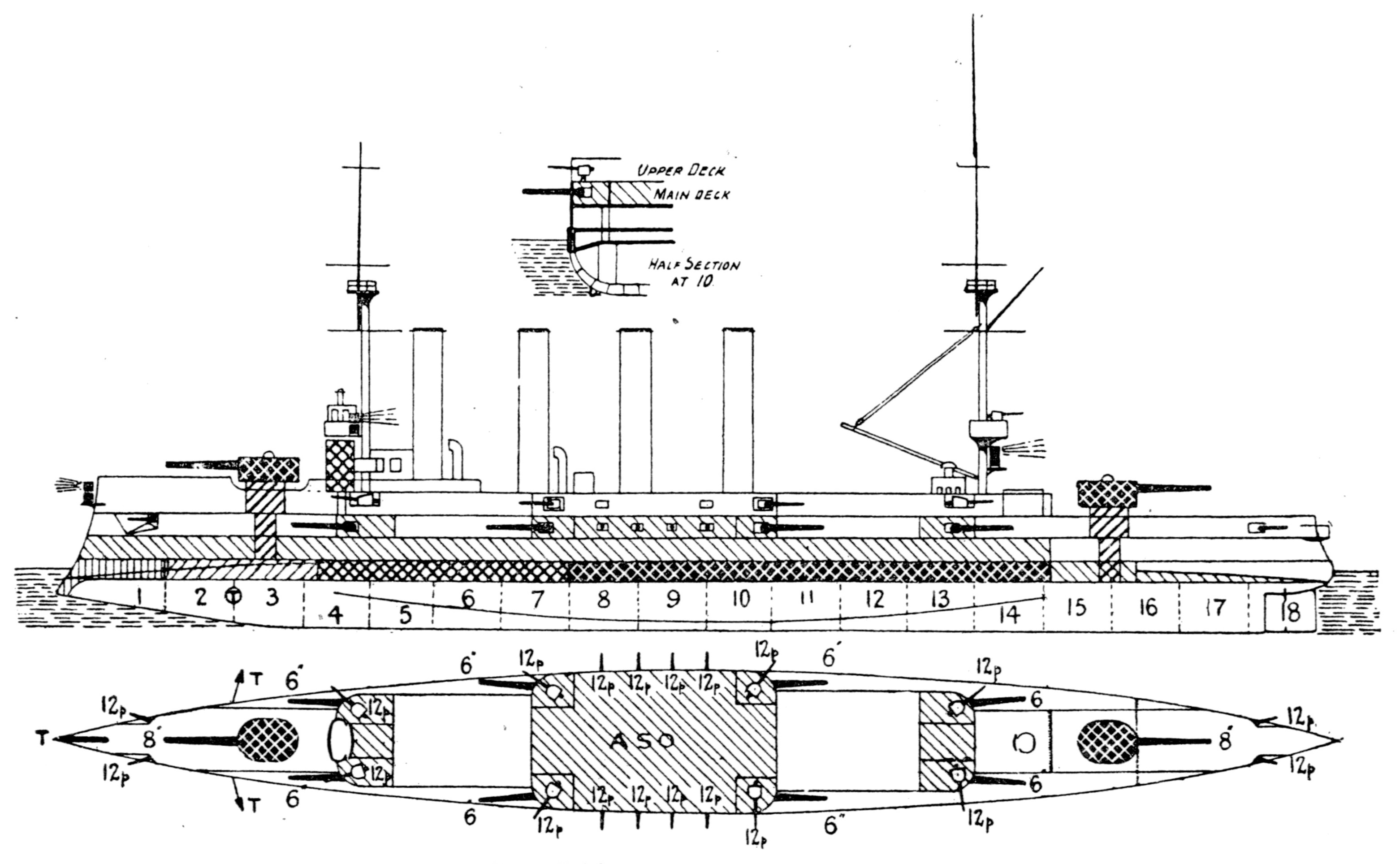
Desenho do Bayan

O Bayan tinha 136,9 metros de comprimento de fora a fora, boca de 17,5 metros, calado de 6,7 metros e deslocamento de 7 927 toneladas. Seu sistema de propulsão tinha 26 caldeiras Belleville que alimentavam dois motores de tripla expansão, cada um girando uma hélice. A potência indicada era de 16,7 mil cavalos-vapor (12,3 mil quilowatts) para uma velocidade máxima de 21 nós (39 quilômetros por hora), mas em seus testes marítimos alcançou 20,9 nós (38,7 quilômetros por hora) com 17 680 cavalos-vapor (treze mil quilowatts). Podia carregar até 1,1 mil toneladas de carvão, o que lhe dava uma autonomia de 3,9 mil milhas náuticas (7,2 mil quilômetros) a dez nós (dezenove quilômetros por hora). Sua tripulação tinha 573 oficiais e marinheiros.
O armamento principal tinha dois canhões de 203 milímetros em duas torres de artilharia únicas, uma à vante e outra à ré. A bateria secundária era de oito canhões de 152 milímetros em casamatas nas laterais do casco. A defesa contra barcos torpedeirostinha vinte canhões de 75 milímetros em casamatas e montagens giratórias, mais oito canhões Hotchkiss de 47 milímetros e dois canhões Hotchkiss de 37 milímetros. Também tinha dois tubos de torpedo submersos de 380 milímetros. A blindagem era feita de aço Krupp e seu cinturão tinha de cem a duzentos milímetros de espessura. O convés tinha cinquenta milímetros, já as casamatas eram protegidas por uma camada de sessenta milímetros. As torres de artilharia tinham laterais de 150 milímetros, enquanto a torre de comando tinha paredes de 160 milímetros de espessura.

## Carreira
O Bayan foi nomeado em homenagem ao bardo lendário Bojan. Foi encomendado em maio de 1898 do francês Forges et Chantiers de la Méditerranée em La Seyne-sur-Mer porque não havia estaleiros russos disponíveis na época. Seu batimento de quilha ocorreu em março de 1899. Foi lançado ao mar em 12 de junho de 1900, sendo finalizado em fevereiro de 1903, com seu oficial comandante sendo o capitão 1ª patente Robert Viren. O navio fez em seguida uma viagem pelo Mar Mediterrâneo, parando em portos na Grécia, Itália e Norte da África antes se seguir para Kronstadt. Chegou em abril e permaneceu na Rússia por apenas três meses, partindo para Porto Artur, na China, em 7 de agosto. Chegou em 2 de dezembro junto com o couraçado Tsesarevich e os dois foram designados para a Esquadra do Pacífico.

### Guerra Russo-Japonesa
A Marinha Imperial Japonesa lançou um ataque surpresa contra a frota russa em Porto Artur na noite de 8 para 9 de fevereiro de 1904. O Bayan não foi acertado no ataque inicial de barcos torpedeiros e fez parte da surtida que na manhã seguinte foi atacada pela Frota Combinada japonesa, comandada pelo vice-almirante Tōgō Heihachirō. Este esperava que o ataque surpresa seria muito mais bem-sucedido do que foi, antecipando que os russos estariam desorganizados e enfraquecidos, porém eles tinham se recuperado e estavam prontos. Os japoneses foram avistados pelo cruzador protegido Boyarin, que estava alertou as defesas. Tōgō escolheu atacar as baterias costeiras com seu armamento principal e os navios inimigos com a bateria secundária. Esta divisão foi uma decisão ruim, pois os canhões secundários japoneses pouco danificaram as embarcações russas, que concentraram todos os seus disparos no inimigo com algum efeito. O Bayan sofreu danos superficiais de nove acertos, com seis tripulantes morrendo e 35 ficando feridos. O cruzador disparou 28 projéteis de 203 milímetros, cem de 152 milímetros e 160 de 75 milímetros.
Os danos no Bayan foram reparos nos dias seguintes e depois disso foi usado em patrulhas perto de Porto Artur. Fez uma surtida com o cruzador protegido Novik em 11 de março para dar suporte ao contratorpedeiro Steregushchi, que estava sob ataque por contratorpedeiros japoneses. Entretanto, ele afundou antes dos cruzadores chegarem. O contratorpedeiro Strashni encontrou quatro contratorpedeiros inimigos na madrugada de 13 de abril enquanto estava em patrulha. O navio russo tentou escapar, mas foi afundado depois de um projétil japonês acertar e detonar seus torpedos. Nesta altura o Bayan estava navegando para prestar auxilio, mas só foi capaz de resgatar cinco sobreviventes antes de uma esquadra de cruzadores protegidos japoneses aparecer. O vice-almirante Stepan Makarov liderou uma força de dois couraçados e três cruzadores em apoio ao Bayan, também ordenando que o resto da Esquadra do Pacífico zarpasse assim que possível. Os japoneses relataram essa surtida e Tōgō chegou com todos os seis couraçados japoneses. Makarov, em inferioridade numérica, decidiu recuar de volta para Porto Artur, porém sua capitânia, o couraçado Petropavlovsk, bateu em uma mina e explodiu.

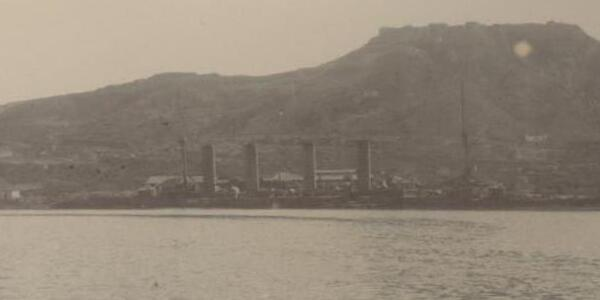
O Bayan afundado em Porto Artur

A Esquadra do Pacífico realizaram fez uma fracassada de fugir para Vladivostok, porém o contra-almirante Wilgelm Vitgeft, o substituto de Makarov, ordenou que os navios voltassem para Porto Artur assim que encontraram a frota japoneses logo depois do pôs do sol, pois ele não queria enfrentar oponentes numericamente superiores à noite. O cruzador bombardeou posições do Exército Imperial Japonês em 27 de julho, mas logo em seguida bateu em uma mina e ficou sob reparos até setembro. Vitgeft foi morto na Batalha do Mar Amarelo em 10 de agosto e Viren foi promovido a contra-almirante, tornando-se o novo comandante da Esquadra do Pacífico. O Bayan ficou preso em Porto Artur, sendo afundado em 9 de dezembro pela artilharia de cinco obuses japoneses de 28 centímetros.

### Serviço japonês
Os destroços do Bayan foram reflutuados pelos japoneses em 24 de junho de 1905 e rebocados para Dairen. Recebeu reparos temporários e foi comissionado na Marinha Imperial Japonesa em 22 de agosto como Aso, sendo nomeado em homenagem ao Monte Aso. No dia seguinte foi rebocado para Maizuru, onde passou por reparos permanentes e reformas até julho de 1908. Suas caldeiras foram substituídas por modelos de tubos d'água Miyabara e seu armamento substituído por canhões japoneses.

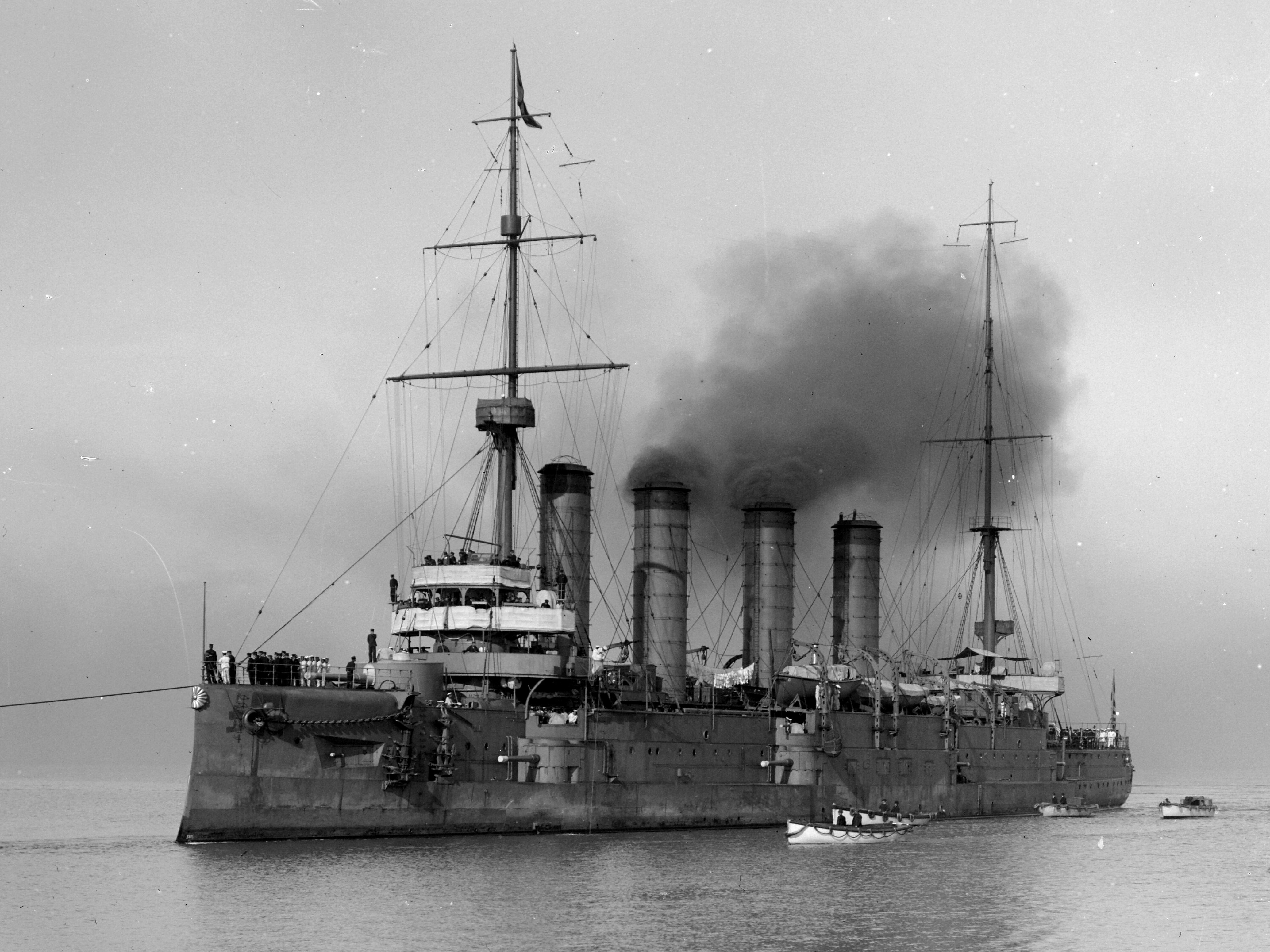
O Aso na Austrália em 1915

O Aso e o cruzador protegido Soya, este o ex-cruzador russo Varyag, foram designados em 7 de setembro de 1908 para a Esquadra de Treinamento. Iniciaram um cruzeiro de treinamento em 14 de março de 1909 para a Costa Oeste dos Estados Unidos, Canadá e Havaí, retornando para Yokosuka em 7 de agosto. No ano seguinte os dois cruzadores fizeram um cruzeiro pela Austrália e Sudeste Asiático entre 1º de fevereiro e 3 de julho de 1910. Foram brevemente substituídos na Esquadra de Treinamento em 25 de setembro, mas retornaram em 1º de abril de 1911. O cruzeiro de treinamento seguinte ocorreu de 25 de novembro de 1911 até 28 de março de 1912 e visitou os mesmo lugares daquele de 1910. O Aso foi tirado da Esquadra de Treinamento em 20 de abril, ficando sob manutenção até março de 1913. Durante este período seus canhões de 203 milímetros foram substituídas por canhões de 152 milímetros, enquanto seus tubos de torpedo foram removidos. O Aso e o Soya voltaram para a Esquadra de Treinamento em 1º de dezembro de 1914 e fizeram seu último cruzeiro entre 20 de abril e 23 de agosto de 1915, durante o qual visitaram Rabaul, Nova Guiné e Fremantle.
O navio foi convertido em um lança-minas em 1917, com a capacidade de carregar até 420 minas, porém só foi ser reclassificado como tal em 1º de abril de 1920. O Aso foi removido do registro naval em 1º de abril de 1930 e renomeado Hai Kan Nº 4. Foi usado como alvo de tiro para os cruzadores pesados Myōkō e Nachi em 4 de agosto de 1932 e em seguida afundado por dois torpedos lançados por um submarino.